# Droga krajowa B187 (Austria)
Droga krajowa B187 (Ehrwalder Straße) – droga krajowa w północnej Austrii. Trasa  prowadzi z Lermoos – gdzie krzyżuje się z B179 – w kierunku północnym do dawnego przejścia granicznego z Niemcami, gdzie spotyka się z Bundesstraße 23.